# Gouania hillebrandii
Gouania hillebrandii là một loài thực vật có hoa trong họ Táo. Loài này được Oliv. ex Hillebr. mô tả khoa học đầu tiên năm 1888.

## Hình ảnh

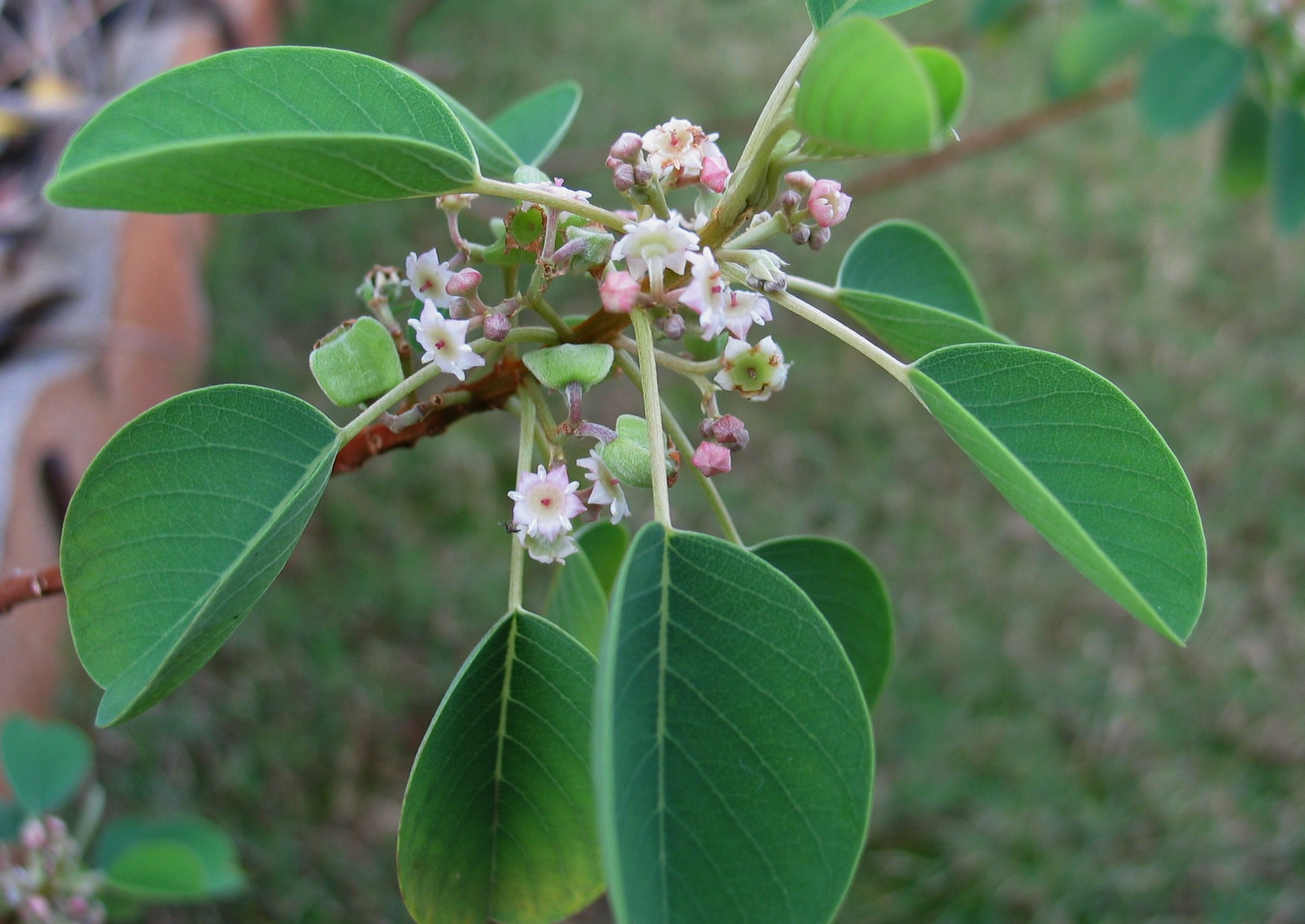
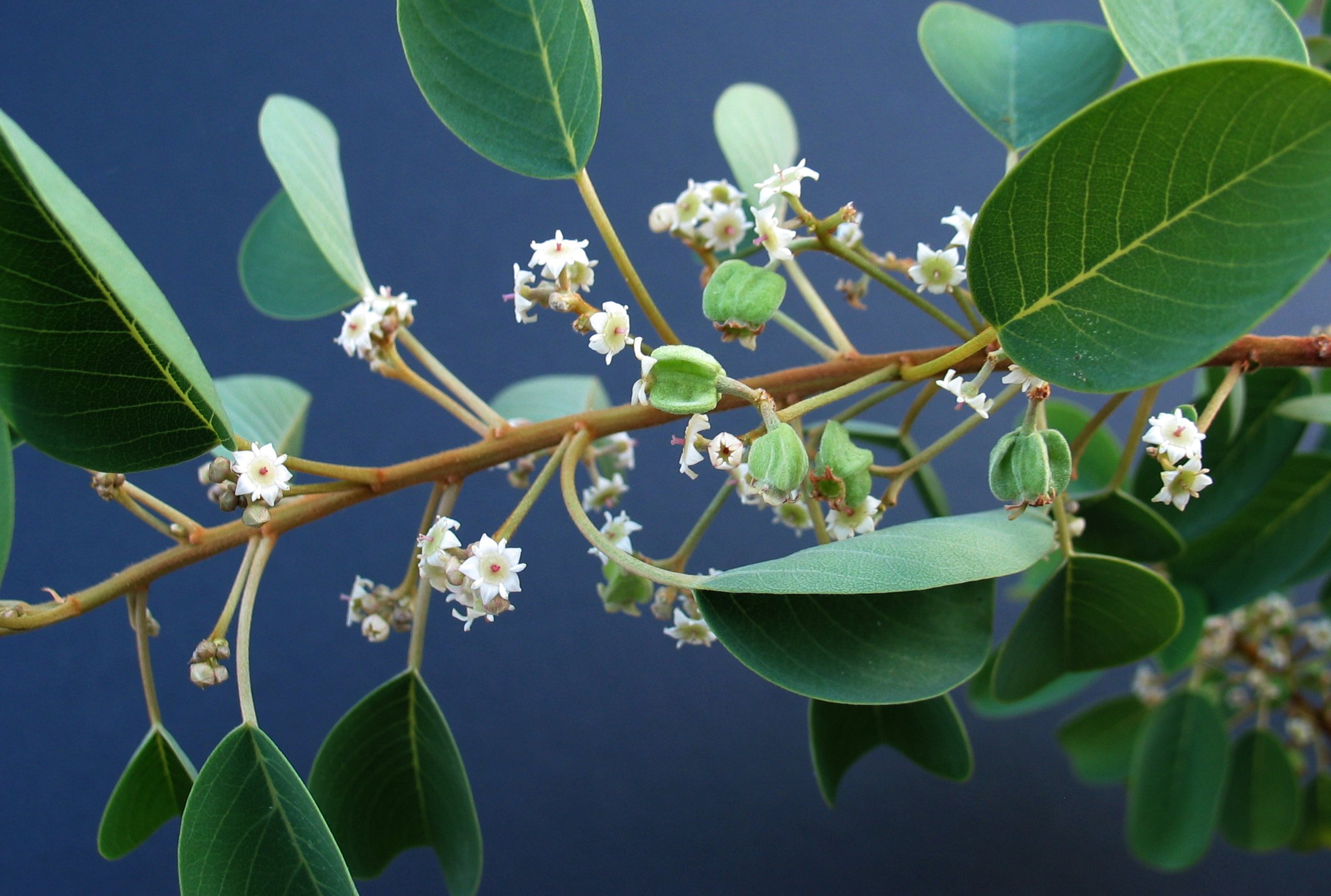
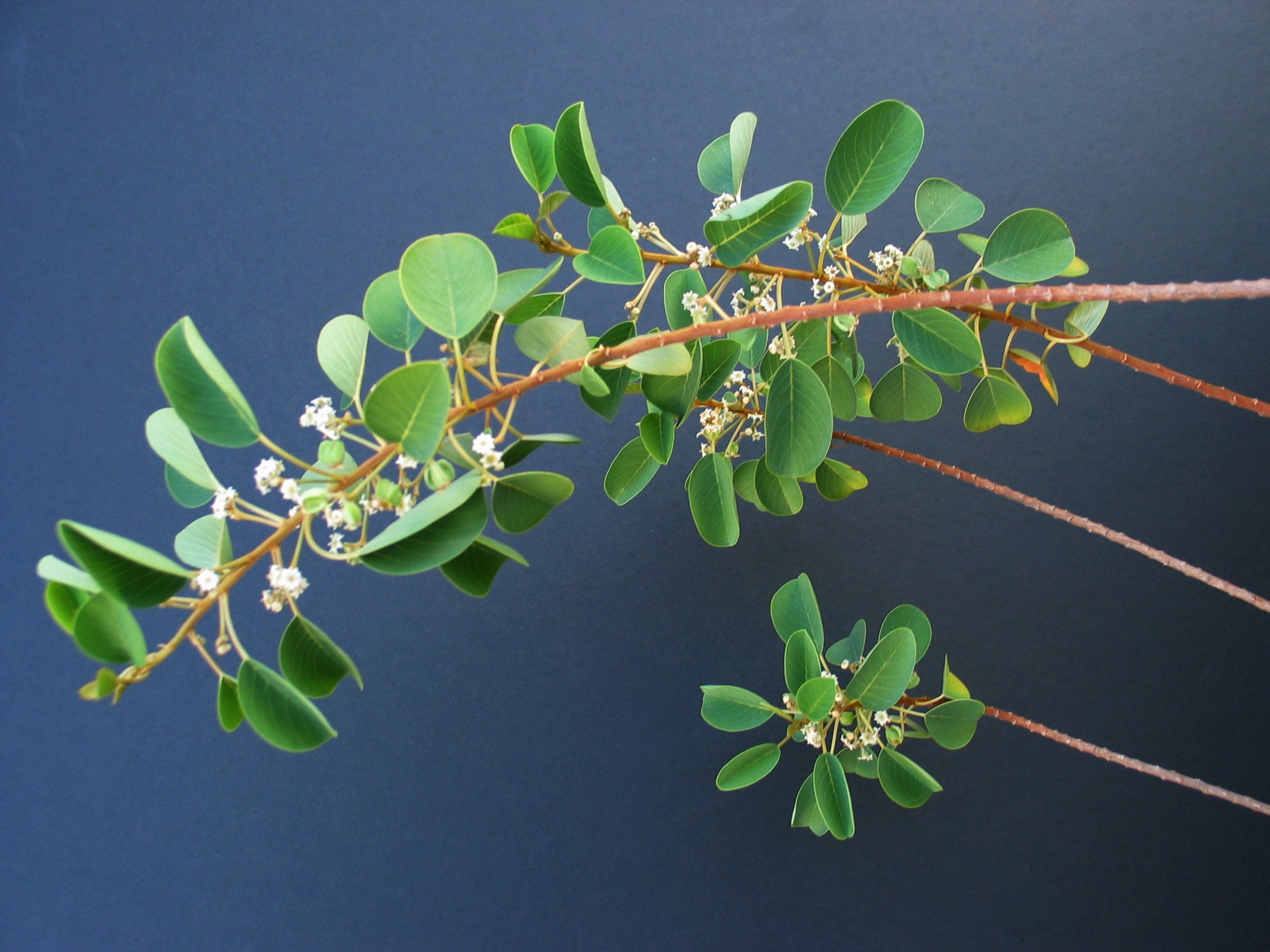
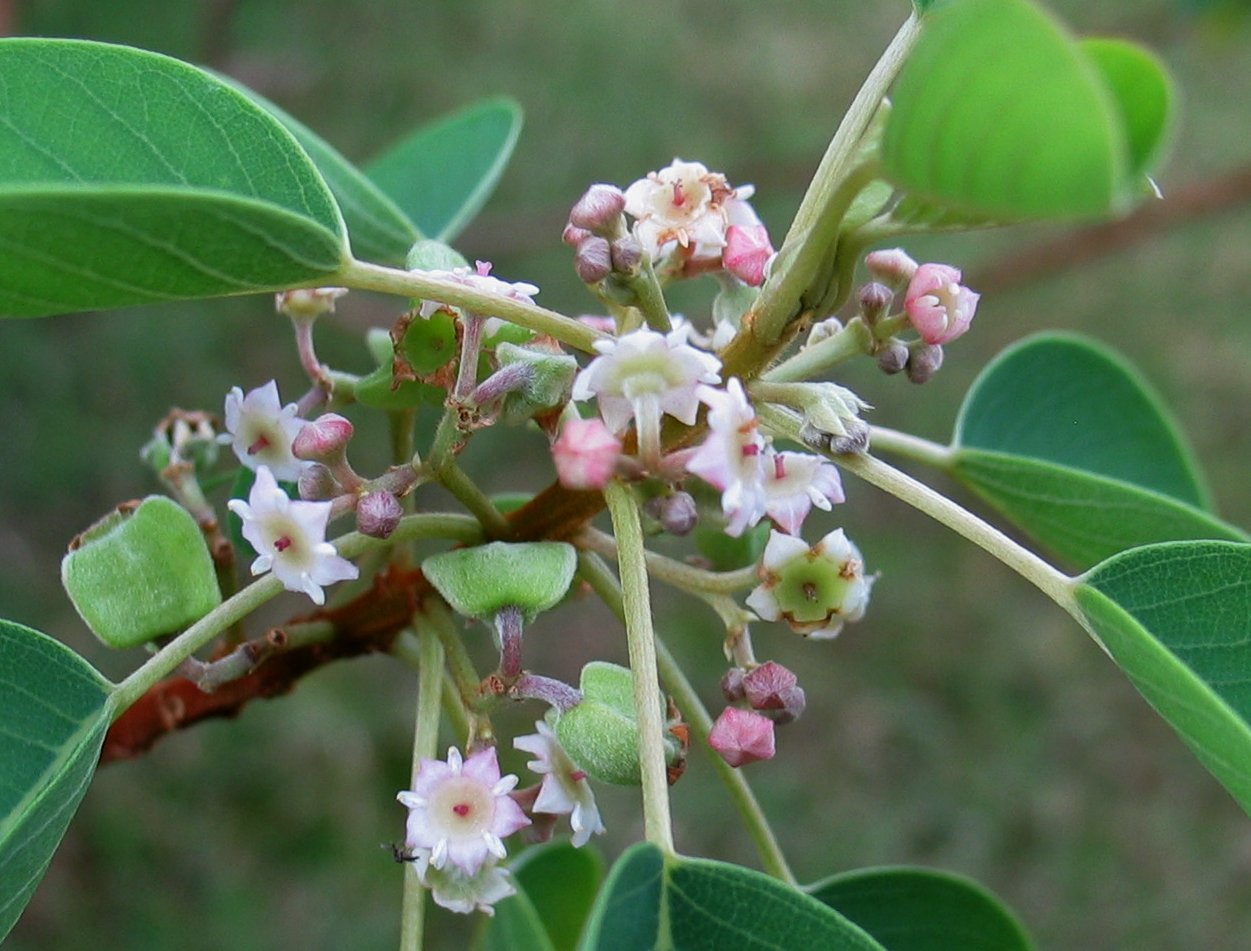